# ارنست باربرول
ارنست باربرول (فرانسوی: Ernest Barberolle‎; ۱۶ اکتبر ۱۸۶۱ – ۵ سپتامبر ۱۹۴۸) قایقران روئینگ اهل فرانسه بود.